# Baliochila
Baliochila is een geslacht van vlinders van de familie Lycaenidae, uit de onderfamilie Poritiinae.

## Soorten
- B. aslauga (Trimen, 1873)
- B. barnesi Stempffer & Bennett, 1953
- B. dubiosa Stempffer & Bennett, 1953
- B. fragilis Stempffer & Bennett, 1953
- B. hildegarda (Kirby, 1887)
- B. lipara Stempffer & Bennett, 1953
- B. minima (Hawker-Smith, 1933)
- B. neavei Stempffer & Bennett, 1953
- B. nyasae Stempffer & Bennett, 1953
- B. petersi Stempffer & Bennett, 1953
- B. pringlei Stempffer, 1967
- B. pseudofragilis Kielland, 1976
- B. singularis Stempffer & Bennett, 1953
- B. stygia (Talbot, 1935)
- B. woodi (Riley, 1943)